# Polypedilum arundineti
Polypedilum arundineti är en tvåvingeart som först beskrevs av Maurice Emile Marie Goetghebuer 1921.  Polypedilum arundineti ingår i släktet Polypedilum, och familjen fjädermyggor. Arten är reproducerande i Sverige.